# Joe Ralls
Joseph William Ralls, plus connu sous le nom Joe Ralls (né le 13 octobre 1993 à Aldershot au Royaume-Uni), est un footballeur anglais. Il joue depuis 2011 au poste de milieu de terrain pour le club de Cardiff City qui évolue en Football League Championship (deuxième division anglaise).
Il compte aussi une sélection en équipe d'Angleterre des moins de 19 ans de football.

## Biographie
Durant toute son enfance, Joe Ralls avoue être un fan du club de Manchester United au point de faire régulièrement le trajet entre Aldershot, sa ville natale, et Old Trafford (700 km).
Il fait ses premiers pas de footballeur dans le club de sa ville natale, Aldershot Town, avant de rejoindre Farnborough, un autre club amateur. C'est là qu'il est repéré par des recruteurs de Cardiff City qui l'incorporent à leur centre de formation. Ralls y fait ses armes et, l'année suivante, signe son premier contrat professionnel. Quelques mois plus tôt, il avait joué son premier match officiel, le 10 août 2011, lors d'une rencontre de Coupe de la Ligue sur le terrain d'Oxford United. Ce jour-là, il entre sur le terrain à la 67e minute de jeu en remplacement d'Andrew Taylor alors que le score est d'un but partout. Cardiff finira par s'imposer 3-1 et ira même jusqu'en finale de l'épreuve, quelques mois plus tard.
À l'issue de cette première saison, Ralls compte 10 matchs de championnat, ainsi que 4 matchs de Coupe de la Ligue joués.
La saison suivante, il part sur des bases similaires, mais, à 19 ans seulement, peine à se faire une place dans une équipe qui vise la promotion en Premier League. Pourtant, lors d'un important match de championnat contre Middlesbrough le 17 novembre 2012, il entre en jeu à la 26e minute à la place d'un Andrew Taylor blessé et réalise, en compagnie d'un autre jeune joueur du club, Ben Nugent, une partie remarquée par la presse et par l'entraîneur du club Malky Mackay.

## Statistiques détaillées
| Saison                | Club                  | Championnat           | Championnat | Championnat | Coupe nationale | Coupe nationale | Coupe de la Ligue | Coupe de la Ligue | Total | Total |
| Saison                | Club                  | Division              | M.          | B.          | M.              | B.              | M.                | B.                | M.    | B.    |
| 2011-2012             | Cardiff City          | Championship          | 10          | 1           | 4               | 0               | -                 | -                 | 14    | 1     |
| 2012-2013             | Cardiff City          | Championship          | 4           | 0           | 1               | 0               | 1                 | 0                 | 6     | 0     |
| 2014-2015             | Cardiff City          | Championship          | 28          | 2           | 1               | 1               | 2                 | 1                 | 31    | 4     |
| 2015-2016             | Cardiff City          | Championship          | 43          | 1           | -               | -               | 1                 | 0                 | 44    | 1     |
| 2016-2017             | Cardiff City          | Championship          | 42          | 6           | 1               | 0               | 1                 | 0                 | 44    | 6     |
| 2017-2018             | Cardiff City          | Championship          | 37          | 7           | 2               | 0               | 1                 | 0                 | 40    | 7     |
| 2018-2019             | Cardiff City          | Premier League        | 28          | 0           | 1               | 0               | -                 | -                 | 29    | 0     |
| 2019-2020             | Cardiff City          | Championship          | 29          | 7           | 2               | 0               | -                 | -                 | 31    | 7     |
| 2020-2021             | Cardiff City          | Championship          | 39          | 5           | 1               | 0               | -                 | -                 | 40    | 5     |
| 2021-2022             | Cardiff City          | Championship          | 29          | 1           | -               | -               | -                 | -                 | 29    | 1     |
| 2022-2023             | Cardiff City          | Championship          | 41          | 1           | 1               | 0               | 1                 | 0                 | 43    | 1     |
| 2023-2024             | Cardiff City          | Championship          | 23          | 1           | -               | -               | -                 | -                 | 23    | 1     |
| Sous-total            | Sous-total            | Sous-total            | 353         | 32          | 14              | 1               | 7                 | 1                 | 374   | 34    |
| 2013-2014             | Yeovil Town (prêt)    | Championship          | 37          | 3           | 1               | 0               | -                 | -                 | 38    | 3     |
| Sous-total            | Sous-total            | Sous-total            | 37          | 3           | 1               | 0               | 0                 | 0                 | 38    | 3     |
| Total sur la carrière | Total sur la carrière | Total sur la carrière | 390         | 35          | 15              | 1               | 7                 | 1                 | 412   | 37    |